# أييا أنا (إففويا)
أييا أنا (Αγία Άννα) هي مدينة في إففويا في إقليم وسط اليونان في اليونان.
يبلغ عدد سكانها حوالي 720 نسمة.